# 甘烹碧歷史公園
甘烹碧歷史公園位於泰国甘烹碧府，在甘烹碧鎮北方約5公里。公園所在地自史前時代便有居民居住，在素可泰王国時期為王國南方重要城市，由素可泰王子統治。現今甘烹碧歷史公園內有許多素可泰王國與阿瑜陀耶王国時期的遺跡。1991年，甘烹碧歷史公園與素可泰歷史公園、西薩查那萊歷史公園以「素可泰歷史城鎮和相關歷史城鎮」名稱獲世界遺產委員會通過為世界遗产，甘烹碧歷史公園為其中的一部分。

## 歷史沿革
甘烹碧歷史公園所在地甘烹碧府自史前時代便有居民居住，在一些考古遺址如考卡隆（Khao Kalon）遺址找到一些新石器时代的石製器物、摩蘇威塔（Mor Suea Tob）遺址找到一些青銅製工具。根據辛哈那瓦·古曼（Singhanawat Kuman）的傳說，西元943年，龐庫曼（Pom Kuman）王子與高棉人爭奪領土時曾來到甘烹碧；西元1004年，柴西利王（King Chai Siri）在濱河河畔甘烹碧附近設立定居點。
素可泰王国於西元1238年建立，被認為是泰國歷史上的第一個王國。甘烹碧位於素可泰王國首都素可泰南方65公里，為王國南方重要城市，由素可泰王子統治。在素可泰王國時期興建了城牆與防禦工事，以抵禦南方國家的進攻，並且具備宗教中心與貿易中心的功能。
西元1357年的那空春銘文（Nakhon Chum inscription）提到，曇摩羅闍一世著手建立位於彭世洛府的瑪哈泰寺，同時濱河河畔的甘烹碧快速成為一個宗教中心。曇摩羅闍一世去世後，素可泰王国內部各地領主立場產生歧異，有些繼續忠於素可泰王國，有些則倒向阿瑜陀耶王国，此時甘烹碧為濱河流域的中心城市，持續效忠素可泰王國。
西元1400年前後，甘烹碧為阿瑜陀耶王國所控制，波隆摩·戴莱洛迦纳國王時期，甘烹碧成為阿瑜陀耶王國北方重要的軍事前哨，以阻擋來自北方的敵人蘭納。1461年蘭納君主蒂洛卡拉伊（Tilokaraj）圍攻彭世洛城，但未能攻克。蒂洛卡拉伊轉而攻打甘烹碧，占領7天後撤軍。
1765－1767年暹緬戰爭中，甘烹碧為雙方戰場之一。到了拉達那哥欣王國時期，甘烹碧亦曾成為暹羅與緬甸雙方的戰場，此時甘烹碧舊城區遭到廢棄。

## 建築

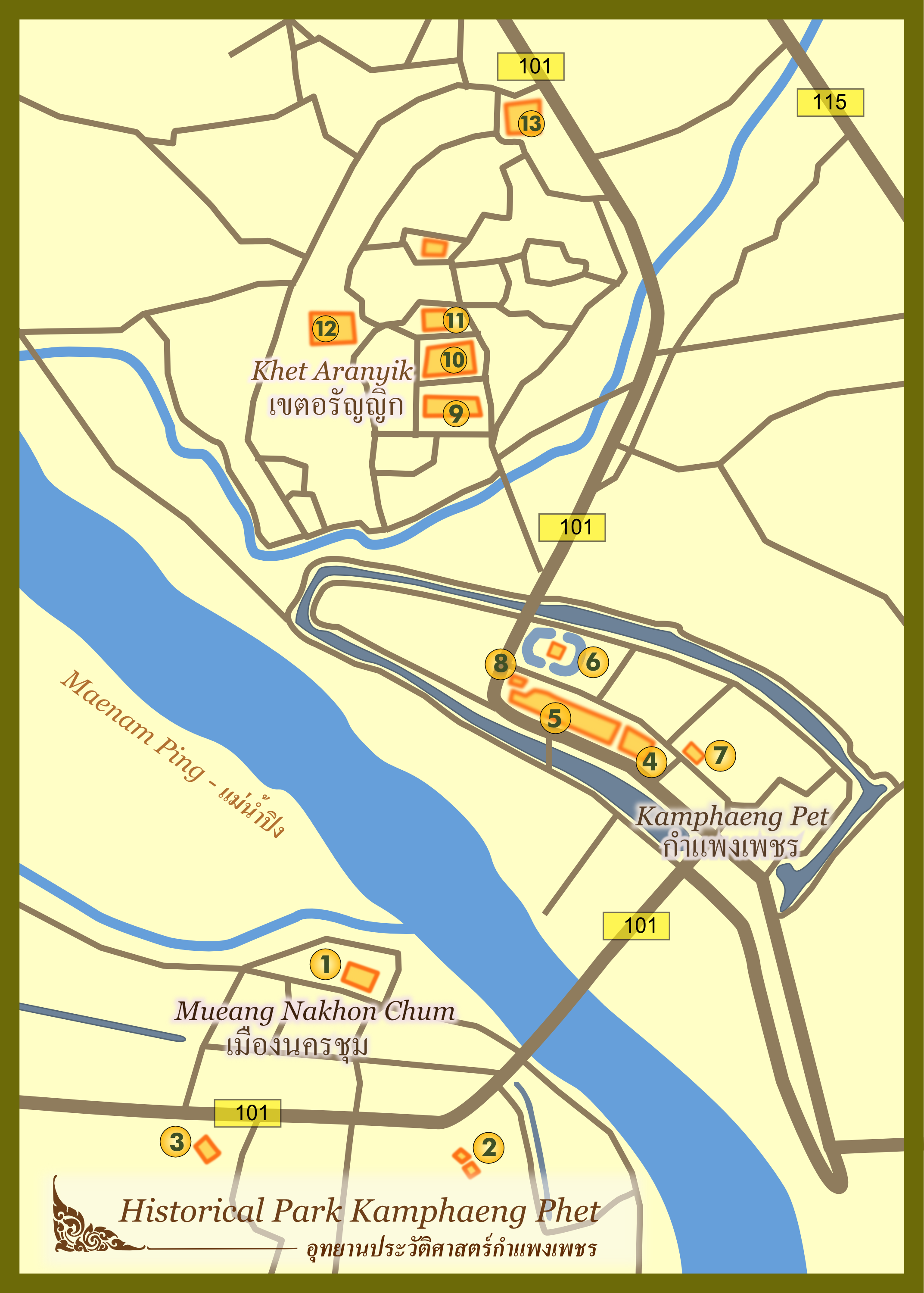
甘烹碧歷史公園平面圖

甘烹碧歷史公園位於濱河東北方，公園分為兩個區域，一個在公園入口處的古城區，另一個為古城區西北方約2公里的小山丘上，稱為阿蘭伊克區域。古城大致上由西北向東南延伸，呈細長的梯形，周長約5.3公里，梯形兩腰各約2.2公里；底邊短側約0.3公里，長側約0.7公里。城牆沿線有9座城門，11座堡壘，但如今僅剩下部分的遺跡。
甘烹碧的城市功能不僅是一個軍事前哨，也是政治、經濟與宗教中心。城內有一座大型宮殿與20多座寺廟，多為小乘佛教蘭卡旺（Lankawong）教派的宗教場所。現今宮殿已不存在，但甘烹碧歷史公園內仍有多座寺廟留存。
甘烹碧歷史公園內的建築與藝術已受到藝術史學家廣泛研究，公園內保留13和14世紀素可泰王國曾經繁榮的遺跡，此處的風格與高棉帝国與其他早期地區的風格明顯不同，這種獨特的建築與藝術風格更為「素可泰風格」。在這些遺址中發現的石刻，提供早期泰文字存在的證據，內容描述了素可泰王國的經濟、宗教、社會組織和治理。

### 玉佛寺
玉佛寺為甘烹碧古城區的中心寺廟，長400公尺，寬50公尺，以此寺廟位於甘烹碧的中心位置，以及其建築的布局，這座寺廟有可能是皇家寺廟。根據挖掘出的銘文證據，甘烹碧的城牆建於1403年。玉佛寺有可能在建造城牆時已存在，或是約在同時期建造。寺廟中的建築最先是在素可泰王國時期建造，隨後的阿瑜陀耶王國時期也有進行修復與增建。現存建築中較引人注目的為位於主佛塔西邊的蒙朵中三位一體的佛像，包括兩尊坐佛與一尊臥佛。根據麥克·弗里曼的說法，此佛像為阿瑜陀耶王國早期作品。道恩·魯尼（Dawn Rooney）稱這些佛像有獨特的甘烹碧風格，其特點是下巴窄、杏仁形眼睛、方形臉和形成眉毛的連續線條；相比之下，經典的素可泰風格為橢圓形的臉、細微的曲線、寬肩、窄腰和更男性化的特徵。
在蒙朵東邊有一座斯里蘭卡風格的佛塔，為目前遺跡中最高的建築，佛塔底部周圍有32尊大象與獅子的雕像，另外有16個放置佛像的石壁龕。寺廟的西邊有另一座佛塔，上面有大象的雕像，佛塔僅剩底座部分，上方部分已損毀。

### 普拉寺
普拉寺，或稱普拉泰寺、佛骨寺，位於玉佛寺東邊，規模較玉佛寺小。普拉寺與玉佛寺位於同一軸線上，表示其與玉佛寺約為同時期創立。寺廟中心為一座高大的鐘形佛塔，推測為阿瑜陀耶王國前期建造，佛塔旁有一座長方形畫廊的遺跡，此畫廊風格類似於普泰沙旺寺，為阿瑜陀耶王國時期較為普遍之風格。這表明該寺廟創建於素可泰王國時期，之後在阿瑜陀耶王國時期改建。

### 環象寺
環象寺意思是大象環繞的寺廟，在古城區西北方的小山丘上。遺址包括一座大佛塔，大佛塔東方有一座紅土佛龕，東北方有一座佛殿，周邊有一些小型佛塔。大佛塔原本設計為方形基座，上方有鐘形佛塔。現今鐘形佛塔已毀壞，僅存基座。基座周圍有68頭大象前軀的塑像，這些塑像以紅土燒製，外層包覆灰泥。佛塔基座有大象塑像原本為斯里蘭卡人的構想，推測在14世紀時傳至素可泰王國。這個主題構想為佛教教義的實現，即宇宙中心的须弥山必須由強健的大象支撐，上方的佛塔則代表宇宙的中心須彌山。

### 臥佛寺
臥佛寺在環象寺東南方，四周有紅土磚牆圍繞，依照其布局情況，應建於阿瑜陀耶王國時期。內部現存較完整的建築為一座佛塔，原本內有臥佛的大殿已損毀，現僅剩下少數柱子矗立。

### 帕西伊利亞博寺
帕西伊利亞博寺在臥佛寺北方，寺廟的字面意思為「有四尊佛像的佛寺」。寺廟約建於14－16世紀，最初寺廟有坐佛、臥佛、站立佛、行走佛等四尊不同姿態的佛像，現僅存站立佛較為完整，僅左小臂損毀，其餘三尊佛像已嚴重損壞。

## 保護
1935年3月泰國政府公報第52卷第75部分指定了甘烹碧8處遺跡為國家考古遺址。1953年泰國總理銮披汶·颂堪下令成立重建素可泰歷史遺蹟委員會，展開遺跡調查。1961年泰國通過《古蹟、古文物、藝術品和國家博物館法》，1992年並進行修訂，由泰國文化部轄下的藝術廳對國家保護的遺址進行規劃與保護。另外，政府為了加強保護，政府制訂的的法律包括1975年《國有土地法》、1975年《都市計畫法》、1979年《建築管制法》與1992年修正案、1992年《加強和保護國家環境品質法》，以及地方政府相關法規。另外，歷史公園也制定了總體發展計畫、行動計畫、人員發展計畫、古蹟內施工與土地使用規範。1991年4月18日，由诗琳通公主殿下主持甘烹碧歷史公園開幕。

## 世界遺產登錄
第15屆世界遺產委員會會議在1991年12月，於突尼西亞迦太基召開，由泰國申報的項目「素可泰歷史城鎮和相關歷史城鎮」經大會通過，為泰國第1個世界遗产，甘烹碧歷史公園為「素可泰歷史城鎮和相關歷史城鎮」的一部分。世界遺產編號為574-003號。
该世界遗产被认为满足世界遺產登錄基準中的以下基準而予以登錄：
- （i）表现人类创造力的经典之作。
- （iii）呈现有关现存或者已经消失的文化传统、文明的独特或稀有之证据。

| 世界遺產編號 | 名稱           | 所在地                        | 保護範圍 | 緩衝範圍 |
| ------------ | -------------- | ----------------------------- | -------- | -------- |
| 574-003      | 甘烹碧歷史公園 | 16°29'45.316"N 99°30'38.495"E | 338公頃  |          |

## 圖集

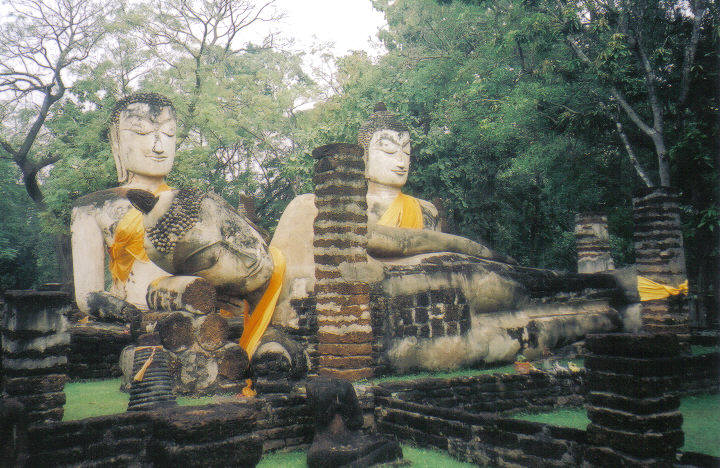
玉佛寺
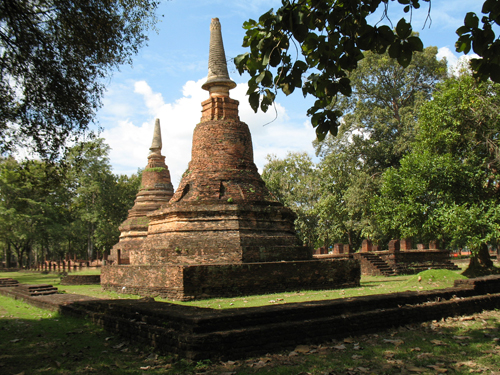
普拉寺
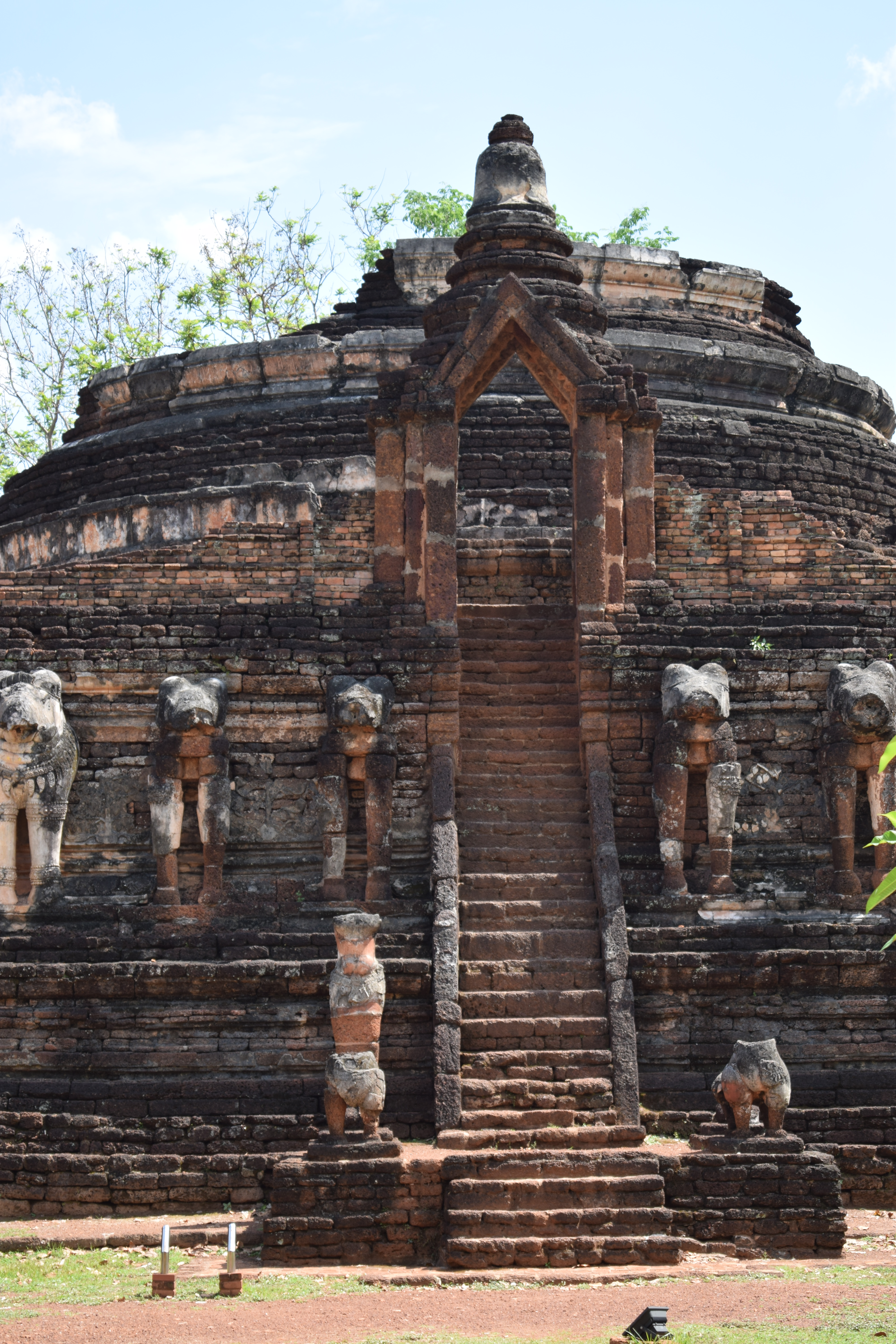
環象寺
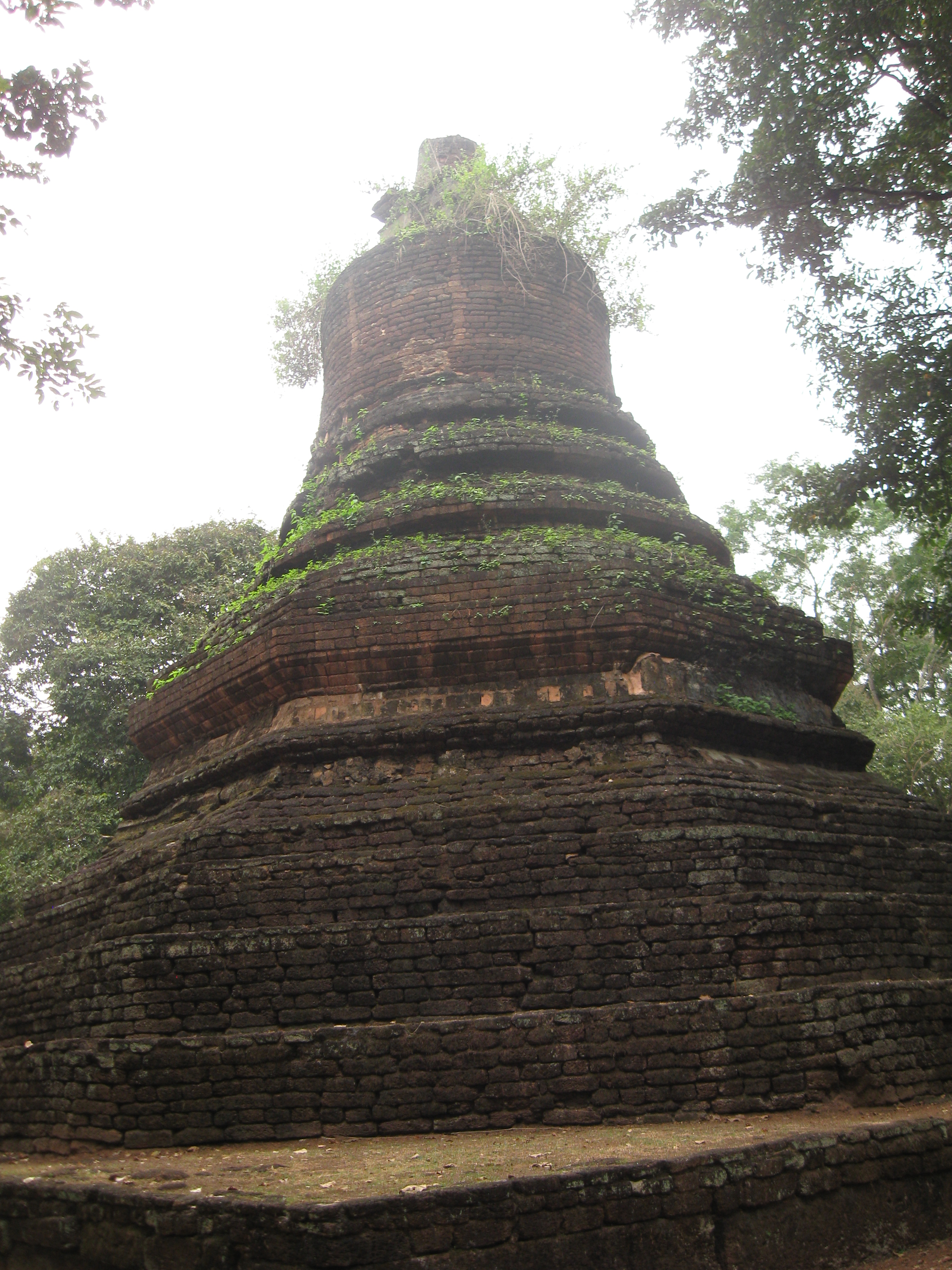
臥佛寺的佛塔
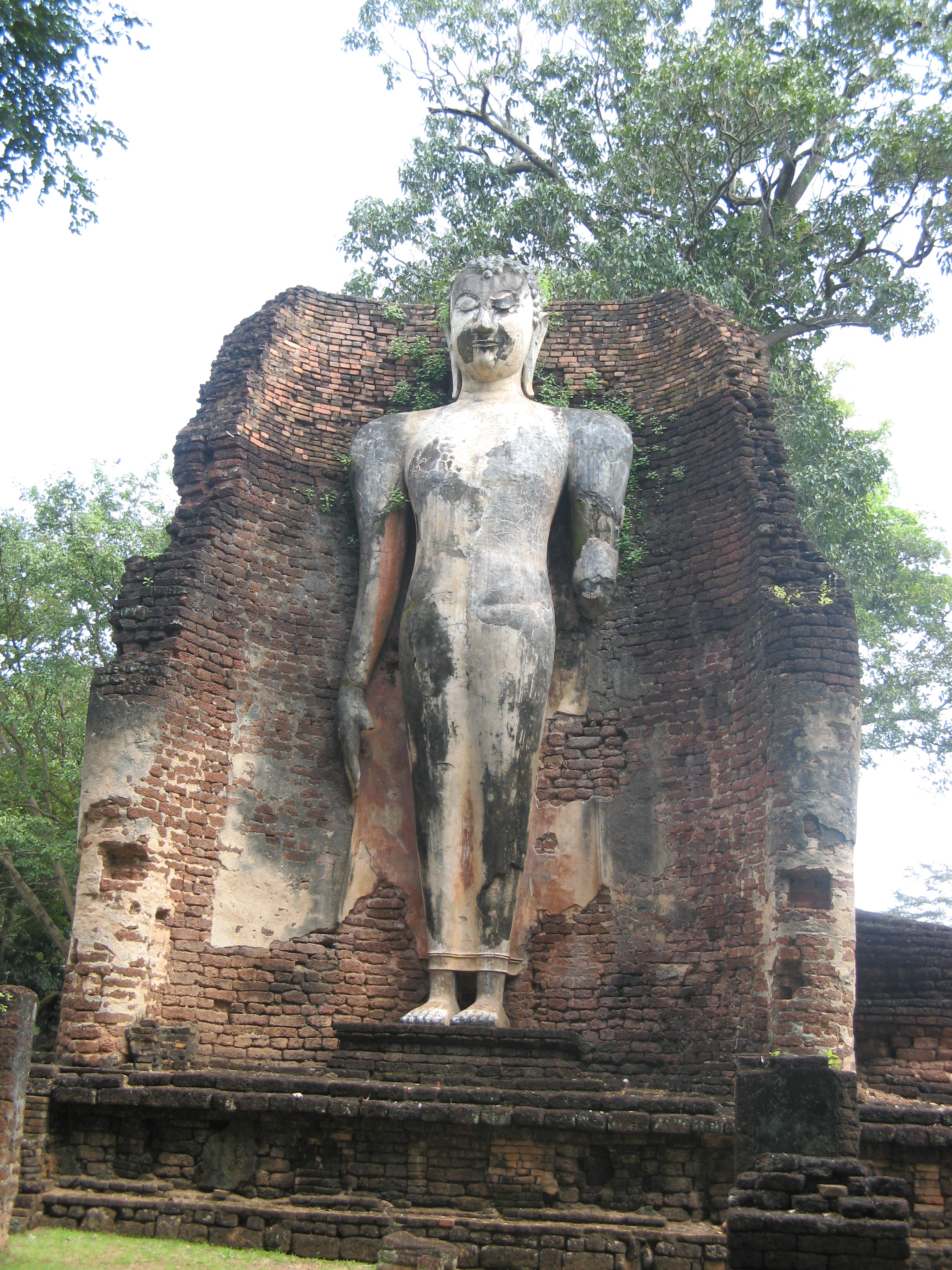
帕西伊利亞博寺的站立佛

## 外部連結
- 泰國觀光局－甘烹碧歷史公園（英文）
- 泰國旅遊與體育部－甘烹碧歷史公園 （页面存档备份，存于）（英文）